# 廉東憲
廉東憲 （1968年10月18日—2022年12月2日）又譯廉東鉉，韩国綠葉演員，主要扮演配角，東國大學日本语言文学学士。1994年，廉東憲通過舞台劇出道。2022年12月2日，廉東憲因肝硬化併發症去世。

## 電視劇
- 《匹诺曹》[4]
- 《秘密花园》[4]
- 《奇美拉》[2]
- 《紅色高跟鞋》[2]
- 《孔雀都市》[2]

## 电影
- 《非常母親》(2009) - 高尔夫球场教授
- 《海雲臺》(2009) - 警察局局长
- 《黃海》 (2010) - 光头
- 《落跑老爸》(2013)
- 《Miss Wife》(2015) - 区长
- 《阿修羅》 (2016)
- 《騙子》(2017)
- 《首爾之春》(2023)